# Friedensfilmpreis Osnabrück
Mit dem Friedensfilmpreis Osnabrück wird ein Spiel- oder Dokumentarfilm ausgezeichnet, der seine ästhetische Qualität in herausragender Weise mit humanem Denken und sozialem Engagement verbindet.

## Auswahl der Preisträger
Die zur Wahl stehenden Filme werden auf dem Unabhängigen FilmFest Osnabrück gezeigt. Der Filmpreis wurde zuletzt von der Sievert Stiftung für Wissenschaft und Kultur gestiftet und war im Jahr 2019 mit 15.000 Euro dotiert. Daneben werden ein Preis für die Darstellung von Kinderrechten sowie zwei Preise für Kurzfilme vergeben.
Der zugrundeliegende Friedensbegriff umfasst die ganze Spannweite von internationalen Konflikten über gesellschaftliche Auseinandersetzungen bis hin zu familiären Problemen. Insbesondere werden Beiträge zu den im Folgenden genannten Themenkomplexen ausgewählt:
- Migration: Vertreibung, Asyl, Exil
- Internationale Konflikte
- Entwicklungspolitik und Umweltpolitik
- Menschenrechte und Freiheitsrechte
- Friedenspolitik, Friedensforschung

Eine dreiköpfige Expertenjury wählt den Preisträger aus. Die Jury wird gebildet aus namhaften Vertretern der Filmwirtschaft, Friedensarbeit und des Journalismus. Der Friedensfilmpreis wird im Rahmen einer Preisverleihungszeremonie zum Abschluss des FilmFestes verliehen.

## Bisherige Preisträger
- 2002: In Or Between, Deutschland 2002, Realisation: Wuppertaler Medienprojekt
- 2003: Rachida, Algerien/Frankreich 2003, Regie: Yamina Bachir Chouikh
- 2005: Auf der Schwelle des großen Vergessens, Niederlande 2004, Regie: Thom Verheul
- 2006: Rwanda, les collines parlent, Belgien 2005, Regie: Bernard Bellefroid
- 2007: Kurz davor ist es passiert, Österreich 2006, Regie: Anja Salomonowitz
- 2008: Shahida - Brides of Allah, Israel 2008, Regie: Natalie Assouline
- 2009: Welcome, Frankreich 2009, Regie: Philippe Lioret
- 2010: Les Arrivants, Frankreich 2010, Regie: Claudine Bories und Patrice Chagnard
- 2011: Vaterlandsverräter, Deutschland 2011, Regie: Annekatrin Hendel
- 2012: Sharqiya (Israel 2012, Regie: Ami Livne) und The Tiniest Place (Mexiko 2012, Regie: Tatiana Huezo Sánchez)
- 2013: Salma (2013), Indien/Großbritannien 2013, Regie: Kim Longinotto
- 2014: Timbuktu (2014), Mali 2014, Regie: Abderrahmane Sissako
- 2015: No Land’s Song, Deutschland/Frankreich/Iran 2014, Regie: Ayat Najafi
- 2016: Haus ohne Dach, Deutschland/Irak 2016, Regie: Soleen Yusef
- 2017: The Intruder, Italien 2017, Regie: Leonardo Di Costanzo
- 2018: The Distant Barking of Dogs, Dänemark 2017, Regie: Simon Lereng Wilmont
- 2019: Lovemobil, Deutschland 2019, Regie: Elke Lehrenkrauss
- 2020: The Viewing Booth, USA/Israel 2019, Regie: Ra‘anan Alexandrowicz
- 2021: Hive, Kosovo/Schweiz/Albanien/Nordmazedonien 2021, Regie: Blerta Basholli[2]
- 2022: Ta farda, Iran/Frankreich/Katar 2022, Regie: Ali Asgari
- 2023: Etilaat Roz, Regie: Abbas Rezaie
- 2024: Intercepted, Regie: Oksana Karpovych[3]

### Kontroverse umLovemobil
Um den 2019 mit dem Friedensfilmpreis ausgezeichneten Film Lovemobil entstand 2021 eine Kontroverse, da ihn die Filmemacherin Elke Lehrenkrauss  als Dokumentation der Realität ausgegeben hatte, es sich jedoch tatsächlich weitgehend um Scripted Reality handelte. Die Auszeichnung des Films mit dem mit 15.000 Euro dotierten Friedensfilmpreis wurde daraufhin von der dreiköpfigen Jury überprüft. Mit einer 2:1-Entscheidung beschloss die Jury schließlich, dass die Vergabe an Lovemobil bestehen bleibt.